# کاریز (شاهرود)
کاریز یک روستا در ایران است که در دهستان خوارتوران شهرستان شاهرود واقع شده‌است. کاریز ۹۰ نفر جمعیت دارد.